# Nakajima Ki-84
Nakajima Ki-84 «Hayate» (яп. キ84 疾風, Накаджіма Кі-84 «Хаяте» (Шторм)) — серійний армійський винищувач Імперської армії Японії періоду Другої світової війни. Один з найкращих японських винищувачів, який міг конкурувати з наявними винищувачами союзників, але в 1944 році, коли його прийняли на озброєння, японська армія повністю втратила перевагу в повітрі. Пізніше помітну частину винищувачів «Хаяте» перевели в резерв на Японських островах обмеживши їх використання на інших фронтах в підготовці до можливого вторгнення союзників.
В «довгій» нумерації літаків японської армії позначався Армійський винищувач Тип 4 (яп. 四式戦闘機, йон шікі сенто: кі). Кодова назва союзників — «Френк» (англ. Frank).

## Історія створення

### Концепція і побудова прототипів
Після того, як в Японії було налагоджене серійне виробництво двигуна Kawasaki Ha-40 (японський варіант Daimler-Benz DB 601Aa), на фірмі Nakajima під керівництвом конструктора Торо Коями розпочались роботи над винищувачем Nakajima Ki-62, який мав стати конкурентом Kawasaki Ki-61. Але оскільки фірма Nakajima була завантажена роботами по літаках Nakajima Ki-43 та Nakajima Ki-44, а Ki-61 показав хороші результати, роботи по Ki-62 та його наступнику Ki-63 з двигуном Mitsubishi Ha-102 були припинені.
Але досвід, набутий у ході цих робіт, було вирішено використати, коли у 1942 році командування ВПС Імперської армії Японії замовило розробку наступника Ki-43. Це мав бути багатоцільовий винищувач дальньої дії. Максимальна швидкість мала становити 640—680 км/год, тривалість польоту — 90 хв., операційна дальність — 400 км. Новий літак мав боротись в основному з винищувачами противника, і на цей момент японські ВПС вже зрозуміли що маневреність не зможе зберігатись на рівні Ki-43 з такими вимогами швидкості, але все ще вимагали більшу ніж у перехоплювача Ki-44 (рекомендована площа крила — 19-21 м2, навантаження на крило — менше 170 кг/м²). На літаку планувалось встановити вісімнадцяти-циліндровий радіальний двигун Nakajima Ha-45, озброєння мало складатись з двох 12,7-мм кулеметів «Тип 1» («Ho-103») та двох 20-мм гармат «Ho-5». Обов'язковими умовами були наявність бронезахисту пілота та протектованих паливних баків.
Оскільки новий літак, який отримав позначення Ki-84, розроблявся на базі Ki-62 та Ki-63, то роботи йшли досить швидко, і у квітні 1943 року перший прототип (серійний номер 8401) піднявся у повітря з аеродрому Оджіма поруч з фабрикою в Ота. Другий прототип (серійний номер 8402) приєднався до випробувань в серпні того ж року. Це був суцільнометалевий низькоплан з гвинтом змінного кроку. Конструкція літака була міцною та технологічною, горизонтальна поверхня хвоста знаходилась значно попереду вертикальних, гармати знаходились в фюзеляжі, а кулемети — в крилах. Тестові польоти в Повітряному арсеналі Тачікава пройшли вдало і армія замовила експериментальну партію з 83 літаків, які були випущені з серпня 1943 року по березень 1944 року. Літаки цієї партії відрізнялись один від одного, оскільки в процесі була покращена технологічність фюзеляжу і форма вихлопних патрубків для полегшення виробництва. А для компенсації сильного моменту гвинта при зльоті довелось змінити форму та площу рулів висоти.
Армійські пілоти добре сприйняли літак, хоча максимальна швидкість літака становила 624 км/год, що було менше, ніж у технічному завданні, але більше ніж в усіх інших винищувачів армії, які могли почати виготовлятись. Але інші характеристики, зокрема швидкість набору висоти і операційна висота в більш ніж 12 кілометрів робили його одним з найкращих японських літаків. При пікіруванні літак розвивав швидкість до 800 км/год, при цьому він не страждав від вібрації, що було характерно для більшості японських літаків. Для покращення маневровності літак отримав закрилки. У жовтні 1943 року для перевірки літака в бойових умовах була сформована дослідна ескадрилья, яка проводила інтенсивні випробування різних літака. Зокрема на двох машинах, що експлуатувались в Маньчжурії, встановили лижне шасі яке могло прибиратись під крило. Лижі збільшили загальну масу літака, що позначилось на маневреності і зменшило максимальну швидкість на 13 км/год. За результатами цих випробувань літак був прийнятий на озброєння під назвою «Армійський винищувач Тип 4 Модель 1 Хаяте» (або Ki-84-Iа).

### Серійне виробництво

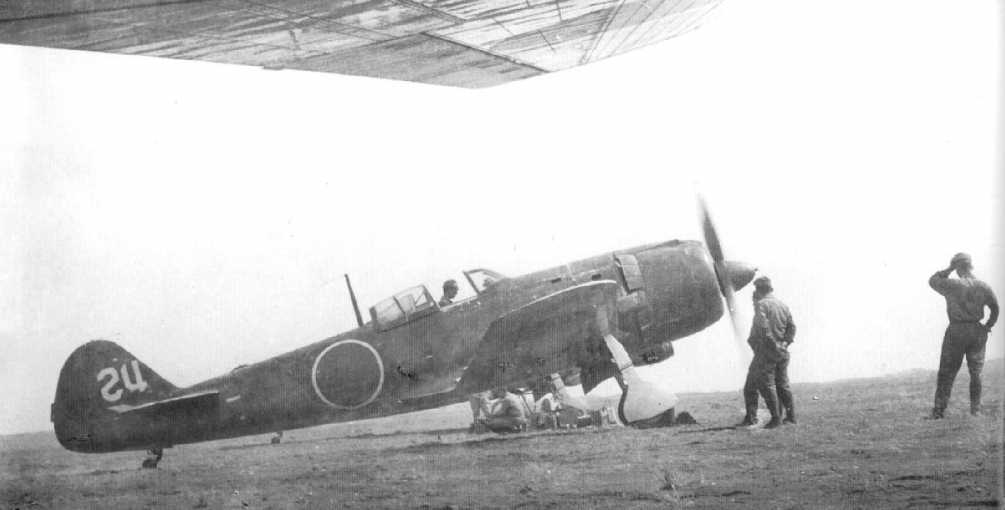
Ki-84 з другої експериментальної партії.

В період з березня до червня 1944 року здійснювалось виробництво другої експериментальної партії, паралельно з випуском серійних машин яке почалось в квітні. На відміну від серійних, експериментальні літаки отримали індивідуальні вихлопні патрубки, що забезпечило збільшення реактивної тяги вихлопу, і збільшило швидкість на 14-16 км/год, а також замість одної центральної підвіски для додаткового паливного бака або 250-кг бомби були встановлені підкрильні — для двох 200-л баків або двох 250-кг бомб. Декілька літаків також тестувались з збільшеним розмахом і площею крила для використання літака висотним перехоплювачем (нереалізовані проєкти Ki-84N та Ki-84P).
Серійне виробництво літаків розгорнули на заводах фірми Nakajima в містах Ота (з квітня 1944 року) та Уцунамія (з травня 1944 року), а на весні 1945 року виробництво було налагоджене на заводі фірми Mansyu в Харбіні. Літак відзначався хорошою технологічністю, для його виготовлення потрібно було в 2 рази менше оснастки, ніж для виготовлення літаків Ki-43 та Ki-44 і конструкція літака була розбита на ряд великих частин, які постачались субпідрядниками. В результаті цього, незважаючи на нестачу кваліфікованих робітників, алюмінію та сталі, у грудні 1944 року було досягнуте максимальне значення випуску — 373 літаки. Проте випуск літаків стримувала нестача двигунів, особливо після бомбардування союзниками заводу двигунів Nakajima в Мусашіно. В результаті виробництво двигунів відбувалось лише в підземному заводі в Асакаві, а пізніше відкрили завод в Хамамацу. Крім того, через невисоку якість сталі часто ламались стійки шасі, були постійні проблеми з гідросистемою літака.
Спочатку на літаках встановлювали двигуни Nakajima Ha-45-11 потужністю 1 800 к. с., потім Nakajima Ha-45-12 потужністю 1 825 к. с., і зрештою Nakajima Ha-45-21 потужністю 1 900 к. с. Залежно від озброєння розрізняють варіанти Ki-84-Ia (з двома 12,7-мм кулеметами та двома 20-мм гарматами «Ho-5»), Ki-84-Ib (з чотирма 20-мм гарматами «Ho-5») та Ki-84-Ic (з двома 20-мм гарматами «Ho-5» та двома 30-мм гарматами «Ho-105»).

### Спеціалізовані варіанти
Передбачаючи труднощі з постачанням алюмінію, фірма Nakajima розробила варіант літака з дерев'яною хвостовою частиною. Заводське позначення було Ki-84-II, але в повітряних силах їх продовжували позначати Ki-84-Ib та Ki-84-Ic, оскільки їх озброєння було аналогічне. Дерев'яні частини літака виготовлялись на «тіньовій» фабриці в містечку Танума (в 2005 році включено в місто Сано). На цих літаках встановлювались двигуни Nakajima Ha-45-21, Nakajima Ha-45-25 і зрештою Nakajima Ha-45-23 з безпосереднім впорскуванням потужністю 2 000 к. с., внаслідок чого максимальна швидкість досягла 670 км/год.
Варіант Ki-84-III мав бути висотним літаком, оснащеним двигуном Nakajima Ha-45Ru з турбокомпресором встановленим внизу фюзеляжу, але роботи над цим проектом до закінчення війни завершені не були. Також планувалося розробити навчальну двомісну версію з спільним керуванням, але жоден не був побудований. Деякі Ki-84-I були перероблені в польових умовах: прибрано радіо-обладнання і задню броньовану стінку для встановлення другого сидіння. Оскільки спільного керування такий літак не мав, його використання було обмежене.
Окрім серійних машин випускались (або планувалось випустити) ще декілька модифікацій літака, зокрема наступні:
- Ki-84N та Ki-84P — варіанти висотного перехоплювача з крилом більшої площі та двигуном Nakajima Ha-45-13 потужністю 2 500 к. с. Від Ki-84P доволі швидко відмовились на користь Ki-84R. Планувався серійний випуск варіанту Ki-84N з позначенням Ki-117, але до кінця війни цей проект завершений не був.
- Ki-84R — варіант стандартного планера, оснащений двигуном Nakajima Ha-45-44 потужністю 2 000 к. с. з турбокомпресором. На момент закінчення війни готовність прототипу становила 80 %.
- Ki-106 — суцільно-дерев'яний варіант, розроблений фірмою Tachikawa. До кінця війни було виготовлено 3 літаки, оснащені двигунами Nakajima Ha-45-21. Перший прототип був озброєний чотирма 20-мм гарматами «Ho-5», але оскільки маса літака зросла на 272 кг, на другий та третій прототипи встановили тільки по дві гармати. Тестові пілоти гарно відгукувались про другий прототип, але серійне виробництво так і не було почате, оскільки міністерство озброєння вказало фірмі проводити подальші роботи із зниження маси літака.
- Ki-113 — проектований восени 1944 року варіант, в якому кабіна та нервюри виготовлялись з вуглецевої сталі, а обшивка зі звичайної листової. Був оснащений двигуном Nakajima Ha-45-21 та озброєний чотирма 20-мм гарматами «Ho-5». Прототип був готовий на початку 1945 року, але так і не піднявся у повітря через явне переобтяження.
- Ki-116 — варіант, розроблений фірмою Mansyu. На літаку, що використовував стандартний планер Ki-84-I, встановлювався радіальний двигун Mitsubishi Ha-33-62 потужністю 1 500 к. с. із трилопастним пропелером від Ki-46-III. Був збудований один прототип, який вийшов досить вдалим — його маса зменшилась на 454 кг, а маневровність зросла. Проте до кінця війни льотні випробування не були завершені.

## Опис конструкції (Ki-84-Ia)
Крило

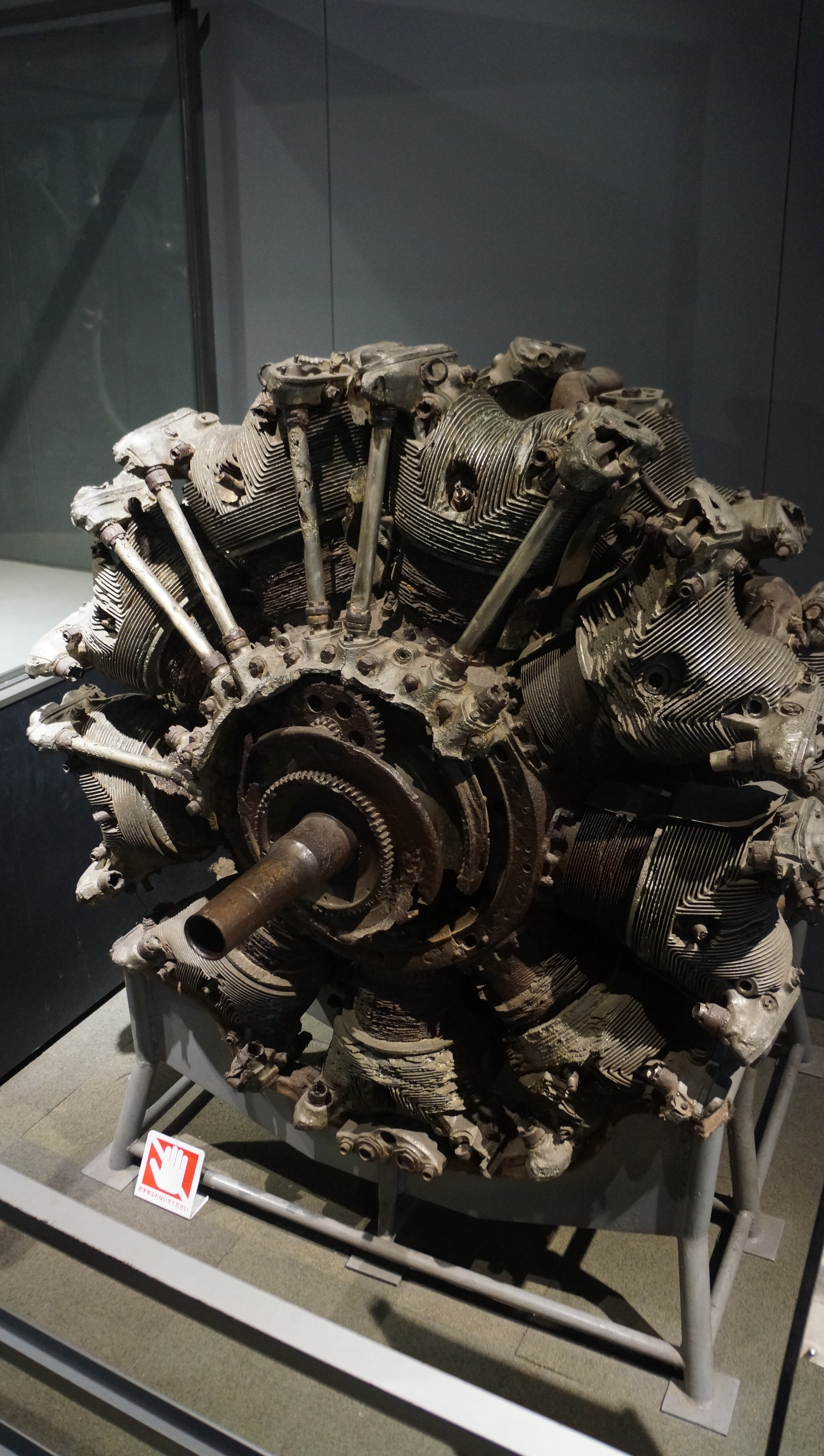
Ha-45 в Музеї Транспорту в Осаці.

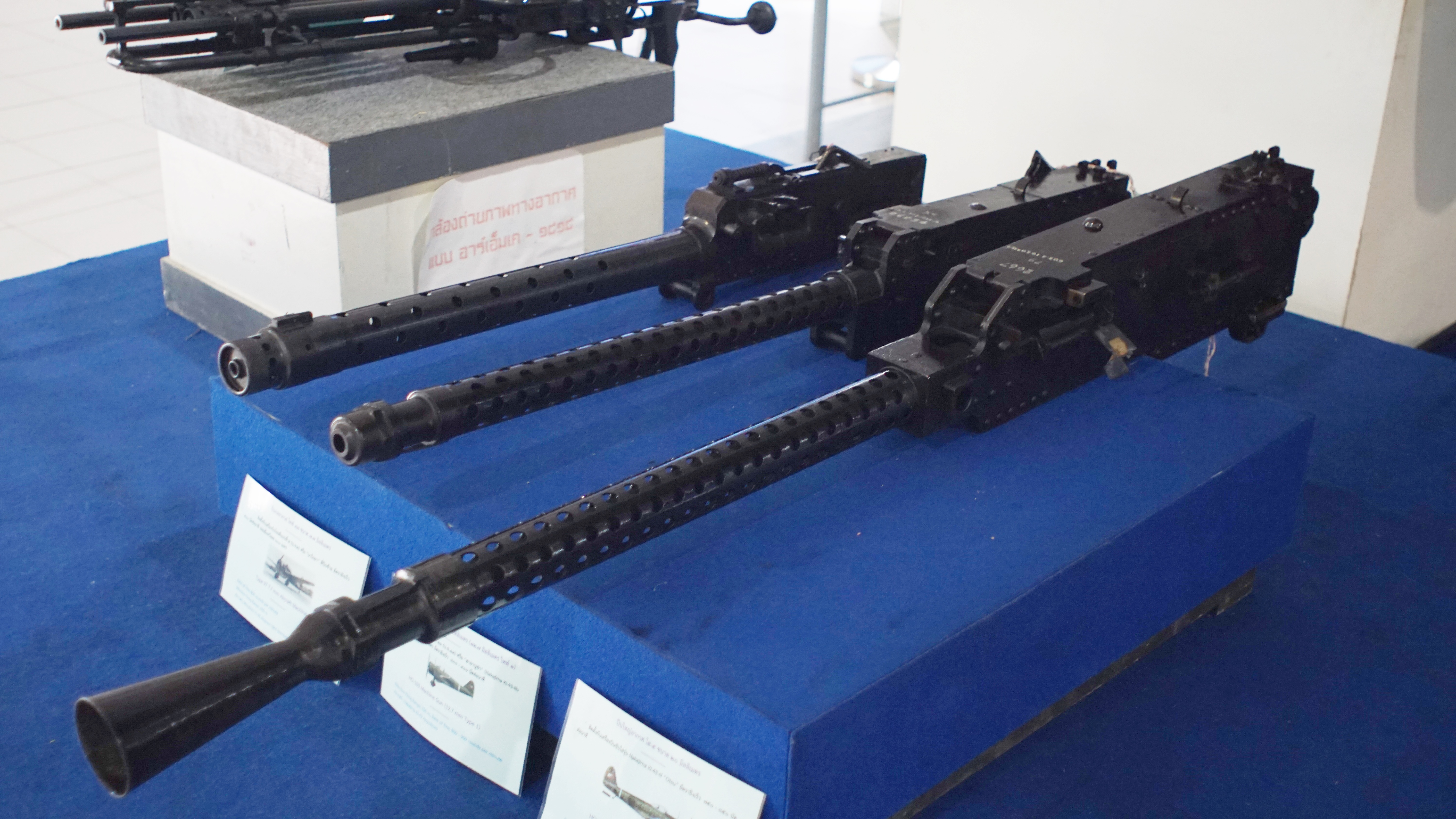
Кулемет Ho-103 (посередині) і гармата Но-5 (справа)

Низькоплан з суцільнометалевими вільнонесучим крилом з одним опорним лонжероном і покритий обшивкою з легких сплавів. Елерони теж мали металевий каркас, але тканинне покриття і кріпилися до 14-го і 24-го ребра крила за допомогою самоцентруючих підшипників на кінцях елерона. Важіль керування елероном кріпився до центру. Дві гідравлічно керовані закрилки Фоулера з максимальним кутом відхилення в 35°. В крилі передбачалось місце на дві 20-мм гармати, два основні паливні баки, заглибини для шасі і зовнішні кріплення — по одному під кожною гарматою. Для полегшення виробництва, крило було розділено на три частини які могли виготовлятись окремо.
Фюзеляж
Овальний металевий типу напів-монокок з металевою обшивкою виготовлений з трьох секцій. Передня секція містила кріплення для двигуна з капотом, що включало масляний радіатор, повітрозабірники для карбюратора і нагнітача, а також два кулемети. Середня секція містила 160 літровий бак з водо-метаноловою сумішшю між двома вогнетривкими стінками, кабіну з 65 мм броньованим склом і 13 мм броньованими спереду і позаду пілота. Ліхтар кабіни знаходився над крилом і мав відсувну середню частину. В задній частині фюзеляжу знаходився паливний бак і радіообладнання.
Хвіст
Кіль з одним рулем напряму як і інші рухомі поверхні мав металеву раму і тканинну обшивку. Руль висоти і горизонтальна поверхня крила знаходилась перед вертикальними.
Шасі
Дві передні стійки шасі гідравлічно прибираються вверх-до середини в середню частину крила і повністю закриваються люками. Гальма теж гідравлічно керовані. Хвостова стійка шасі не керована, але після зльоту теж прибирається в фюзеляж і приховуються за спеціальним люком.
Двигун і паливна система
Один 18-ти циліндровий дворядний радіальний двигун Nakajima Ha-45-11/12. Потужність при зльоті — 1800 к.с. при 2900 об/хв, стандартна потужність — 1650 к.с. на висоті 2000 м і 1460 к.с. на 5700 м. Пізніші моделі мали двигун Nakajima Ha-45-21, з наступною таблицею потужності: 1990 к.с. при 3000 об/хв при зльоті, 1975 к.с. на висоті 1900 м і 1695 к.с на висоті 6000 м. Повітряний гвинт металевий чотирилопастний змінного кроку з електричним двигуном повороту лопатей. Чотири паливні баки розміщуються в крилах, ще один в фюзеляжі. Загальний об'єм баків згідно японської документації становив 737 літрів. Проте, тести проведені авіаторами США на захопленій машині дали приблизно 700 літрів: 217 л. в фюзеляжі, по 173 л. в ближчих до середини крила баках і 67 л. в баках на кінці крила. Додатково на зовнішніх підвісах могли кріпитись два баки по 200 літрів.
Озброєння
Два синхронізовані з обертанням гвинта 12,7-мм кулемети Ho-103 з швидкострільністю 350 пострілів в хвилину в верхній частині капоту двигуна. Дві 20-мм гармати Ho-5 з швидкострільністю 150 п/хв в крилах. Під крилами на зовнішніх підвісах могли розміщуватись дві бомби до 250 кг.

## Модифікації і виробництво
Згідно японського міністерства озброєння фірмою Nakajima на заводах в Ота і Уцонамія було виготовлено 3482 Ki-84, а фірмою Mansyu в Харбіні ще 95, загалом — 3577 машин. Проте перерахунок за модифікаціями дає дещо менше число — 3514.. В будь якому випадку на озброєння було прийнято 3470 літаків, решта залишились в виробника для тестувань модифікацій :
- Ki-84 — прототипи та передсерійні машини (127 машин)
- Ki-84-I, -II — серійні варіанти. (3382 машини)
  - Ki-84-Ia (Ko) — варіант з двома 12,7-мм кулеметами «Тип 1» та двома 20-мм гарматами «Ho-5»
  - Ki-84-Ib (Otsu) — варіант з чотирма 20-мм гарматами «Ho-5»
  - Ki-84-Ic (Hei) — варіант з двома 20-мм гарматами «Ho-5» та двома 30-мм гарматами «Ho-105»
  - Ki-84-II (KAI) — варіант з дерев'яною хвостовою частиною
- Ki-84N — варіант висотного перехоплювача з двигуном Nakajima Ha-209
- Ki-84P — варіант висотного перехоплювача з двигуном Nakajima Ha-45-13 потужністю 2 500 к. с. і площею крила 22,52 м²
- Ki-84R — варіант висотного перехоплювача з двигуном Nakajima Ha-45-13 потужністю 2 500 к. с. і площею крила 24,51 м²
- Ki-106 — варіант суцільнодерев'яного літака (3 екз.)
- Ki-113 — проект із заміною алюмінієвих конструкцій на сталеві. (1 прототип)
- Ki-116 — варіант фірми Mansyu Mitsubishi Ha-33-32 потужністю 1 500 к. с. (1 екз.)
- Ki-117 — проект серійного літака на базі Ki-84-N

## Історія використання

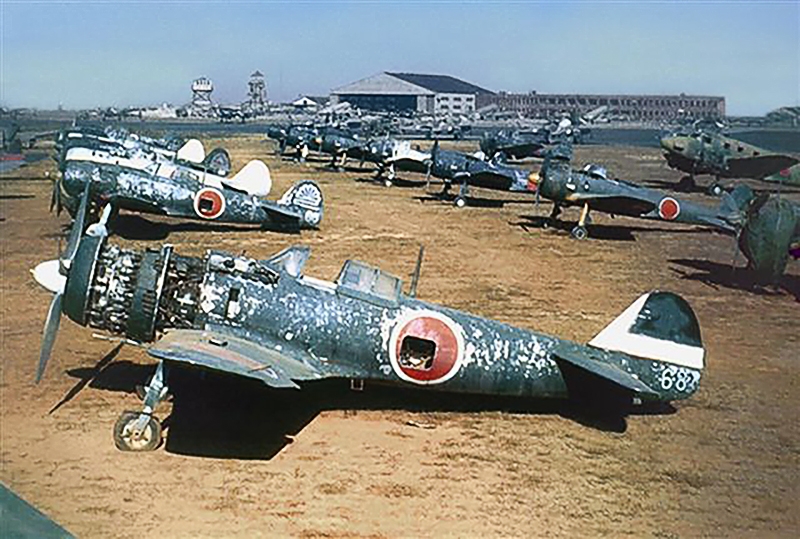
Ki-84 на аеродромі.

Вперше літаки Ki-84 взяли участь у бойових діях у березні 1944 року в Китаї в складі 22-го авіазагону під командуванням майора Іваші, в складі, якого були переведені льотчики зі експериментального загону. Там вони прикривали важливі стратегічні об'єкти в Маньчжурії від атак 14 повітряної армії США. Вони переважали за своїми характеристиками винищувачі Curtiss P-40 Warhawk, які зазнавали важких втрат.
У середині жовтня 1944 року Ki-84 з'явились в Бірмі, де в основному займались штурмовкою наземних цілей. З січня 1945 року Ki-84 розміщувались також в Сінгапурі.
Наймасовіше Ki-84 використовувались на Філіппінах. Тут вони зіткнулись з новішими американськими літаками Lockheed P-38 Lightning, Republic P-47 Thunderbolt та North American P-51 Mustang, які завдавали ударів по Лусону. Під керуванням досвідчених пілотів «Хаяте» був грізним супротивником для американців, завдяки винятковому озброєнню і покращеному захисті. Ki-84-Ia мав кращий набір висоти і маневровність ніж усі інші винищувачі союзників, а на низьких і середніх висотах не поступався в швидкості P-51D чи P-47D. На щастя для союзників якість серійного виробництва літаків була поганою і вони постійно стикались з проблемами збереження тиску пального і гідравлічних системах, а також слабкими стійками шасі. Двигун Nakajima Ha-45 також не завжди досягав своїх теоретичних максимумів потужності. 17 жовтня почалась десантна операція союзників. На Філіппіни були перекинуті додаткові частини Ki-84, їх загальна кількість склала 10 авіазагонів. Не зважаючи на це, союзники все одно змогли завоювати перевагу в повітрі, оскільки якість підготовки японських пілотів і наземного персоналу стабільно падала. У січні 1945 року японське командування, зрозумівши безглуздість подальших втрат, розпочало виведення авіачастин з Філіппін.
Після Філіппін Ki-84 швидко замінювали Кі-43 і Ki-44 в бойових частинах, і навіть створено два нові авіазагони 111-ий і 200-ий. Під час битви за Окінаву у квітні-червні 1945 року основним завданням Ki-84 було прикриття літаків-камікадзе. У подальшому частини, озброєні Ki-84, використовувались в системі ППО Японії, Формози, Кореї та Маньчжурії. В останні місяці війни величезною проблемою для Японії стала нестача палива, тому більшість операцій авіації було припинено і Ki-84 притримувались для відбиття майбутньої атаки на острови. Тільки п'ять авіазагонів (47-й, 72-й, 111-й, 112-й і 246-й) продовжували місії по перехопленню американських бомбардувальників і атаці флотів союзників.

### Післявоєнне використання
Декілька десятків літаків Ki-84, захоплених в Китаї та Маньчжурії, використовувались комуністичними та гоміньданівськими військами. Вважається, що останні Ki-84, які перебували на службі в армії Китаю, були списані на початку 1950-х років через повний знос.
Декілька літаків Ki-84 використовувались індонезійськими повстанцями проти голландських військ.

## Характеристика проекту

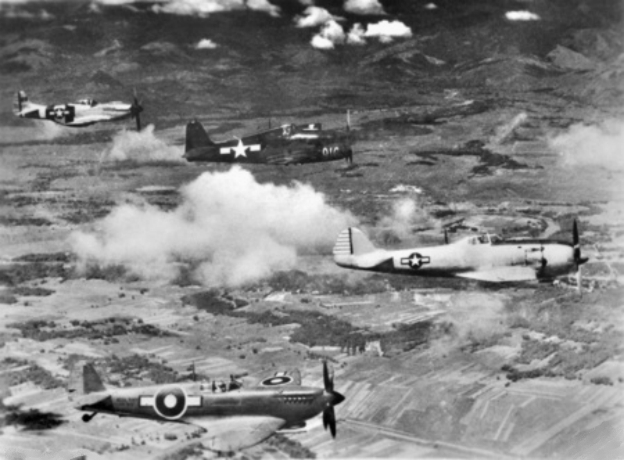
Захоплений Ki-84(другий знизу) в польоті разом з Seafire (найнижчий), F6F-5 (другий зверху) і P-51D (найвище)

Літак Ki-84 за своїми льотними характеристиками був одним з найкращих японських винищувачів. Недоліки літака були зумовлені в основному не його конструкцією, а умовами експлуатації та виробничими труднощами (нестача матеріалів та сировини, недостатня кваліфікація робітників). Тим не менше, конструкція літака відзначалась міцністю, що дозволяла виконувати різкі маневри з великими перевантаженнями, а також досягати високої швидкості пікірування. Літак був легкий в управлінні, пілотаж на ньому могли освоїти навіть пілоти середньої кваліфікації. Кіль і елерони керувались легко, хоча керування кіля ставало надто чутливим при швидкостях більше 500 км/год. Хороша стабільність літака дозволяла проводити нічні і дальні місії не напружуючи пілотів надміру.
Кабіна літака була доволі сучасною за японськими стандартами — пілот був захищений задньою і передньою броньованими стінками, а також бронесклом, але все ще бракувало аварійного відкидання ліхтаря кабіни і протипожежних засобів. Літак мав автоматичну систему попередження звалювання і за дотримання інструкції пілот з легкістю міг його уникнути.
«Хаяте» був доволі неприємним під час таксування через погані гальма шасі, але процес зльоту був легким — літак мав невеликий пробіг по землі і практично невідчутний момент, якщо поступово збільшувати обороти двигуна. При раптовому збільшенні оборотів пілоту вже доводилось компенсувати момент за допомогою кіля. Літак відривався від землі при швидкості 150 км/год, швидкість і набір висоти теж були прекрасними. Під час посадки шасі могло випускатись при швидкостях до 260 км/год, при швидкості 210 км/год випускались закрилки, а приземлення відбувалось при швидкості 150 км/год. Гальмівна відстань теж була короткою, але огляд з кабіни вперед був недостатнім.
Після війни американці провели порівняльні випробування Ki-84 з P-47 та P-51. Навчальні бої показали, що Ki-84 переважає своїх противників у маневреності. Швидкість пікірування японського літака була меншою, але горизонтальна швидкість при масі 3 400 кг на висоті 6 000 м була 683 км/год — на 5 км/год більше, ніж у P-51 та на 35 км/год — ніж у P-47.

## Тактико-технічні характеристики

Дані з Japanese Aircraft of the Pacific War і The Nakajima Ki-84

### Технічні характеристики
|                       |                       | Ki-84-Ia                      | Ki-84-II          | Ki-106                        | Ki-113                        | Ki-116              |
| --------------------- | --------------------- | ----------------------------- | ----------------- | ----------------------------- | ----------------------------- | ------------------- |
| Екіпаж                | Екіпаж                | 1 особа                       | 1 особа           | 1 особа                       | 1 особа                       | 1 особа             |
| Довжина               | Довжина               | 9,92 м                        | 9,92 м            | 9,95 м                        | 9,92 м                        | -                   |
| Висота                | Висота                | 3,385 м                       | 3,385 м           | 3,59 м                        | 3,385 м                       | 3,45 м              |
| Розмах крил           | Розмах крил           | 11,238 м                      | 11,238 м          | 11,238 м                      | 11,238 м                      | 11,238 м            |
| Площа крил            | Площа крил            | 21,00 м2                      | 21,00 м2          | 21,00 м2                      | 21,00 м2                      | 21,00 м2            |
| Маса                  | пустого               | 2660 кг                       | -                 | 2948 кг                       | 2880 кг                       | 2240 кг             |
| Маса                  | спорядженого          | 3613 кг                       | 3853 кг           | 3900 кг                       | 3950 кг                       | 3193 кг             |
| Маса                  | максимальна злітна    | 3890 кг                       | -                 | -                             | -                             | -                   |
| Навантаження на крило | Навантаження на крило | 172 кг/м2                     | 183 кг/м2         | 186 кг/м2                     | 188 кг/м2                     | 152 кг/м2           |
| Двигун                | Двигун                | Nakajima Ha-45-11             | Nakajima Ha-45-23 | Nakajima Ha-45-21             | Nakajima Ha-45-21             | Mitsubishi Ha-33-62 |
| Потужність            | Потужність            | 1650—1850 к. с.               | 2000 к. с.        | 1850 к. с.                    | 1850 к. с.                    | 1350 к. с.          |
| Питома потужність     | Питома потужність     | 1.8 кг/к.с.                   | 1.9 кг/к.с.       | 2 кг/к.с.                     | 2 кг/к.с.                     | 1.6 кг/к.с.         |
| Швидкість             | максимальна           | 613 км/год (на висоті 6120 м) | 670 км/год        | 620 км/год (на висоті 6400 м) | 620 км/год (на висоті 6500 м) | -                   |
| Швидкість             | крейсерська           | 445 км/год                    | -                 | -                             | -                             | -                   |
| Дальність             | операційна            | 1 695 км                      | -                 | 800 км                        | 1 000 км                      | -                   |
| Дальність             | максимальна           | 2 168 км                      | -                 | -                             | -                             | -                   |
| Практична стеля       | Практична стеля       | 10 500 м                      | -                 | 11 000 м                      | 10 300 м                      | -                   |
| Час набору висоти     | Час набору висоти     | 5000 м за 5 хв 54 с           | -                 | 5000 м за 5 хв                | 5000 м за 6 хв 54 с           | -                   |

### Озброєння
- Ki-84-Ia, Ki-116:
  - Кулеметне: 2×12,7 мм кулемети «Ho-103»
  - Гарматне: 2 x 20-мм гармати «Ho-5»
- Ki-84-Ib, Ki-84-II, Ki-106, Ki-113:
  - Гарматне: 4 x 20-мм гармати «Ho-5»
- Ki-84-Ic:
  - Гарматне: 2 x 20-мм гармати «Ho-5» і 2 х 30-мм гармати «Ho-105»
- Підвісне озброєння:
  - 2 х 250-кг бомби
  - 2 х 200-л підвісні паливні баки

## Оператори
Японська імперія
ВПС Імператорської армії Японії

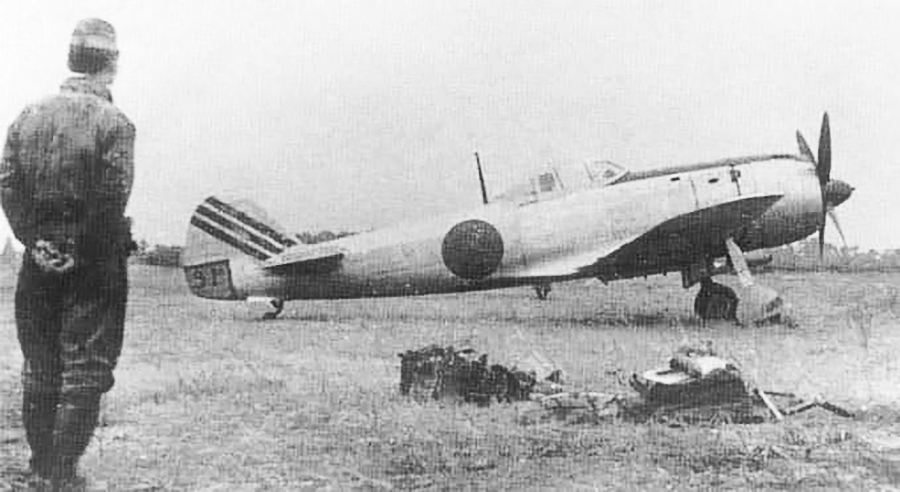
Ki-84 73-го авіазагону. Жовтень 1944

- 1-й авіазагін ВПС (осінь 1944—вересень 1945; Філіппіни, Японія)
- 11-й авіазагін ВПС (друга половина 1944; Філіппіни)
- 13-й авіазагін ВПС (лютий 1945—вересень 1945; Французький Індокитай, Таїланд)
- 14-й авіазагін ВПС
- 20-й авіазагін ВПС (лютий 1945—вересень 1945; Формоза)
- 22-й авіазагін ВПС (березень 1944—вересень 1945; Японія, Китай, Філіппіни, Корея)
- 25-й авіазагін ВПС (березень 1944—вересень 1945; Китай)
- 29-й авіазагін ВПС (листопад 1944—вересень 1945; Філіппіни, Японія, Формоза)
- 47-й авіазагін ВПС (грудень 1944—вересень 1945; Японія)
- 50-й авіазагін ВПС (кінець 1944—вересень 1945; Бірма, Таїланд, Індокитай, Формоза)
- 51-й авіазагін ВПС (червень 1944—вересень 1945; Японія, Філіппіни, Японія)
- 52-й авіазагін ВПС (червень 1944—вересень 1945; Японія, Філіппіни, Японія)
- 64-й авіазагін ВПС (1945; Таїланд)
- 71-й авіазагін ВПС (червень 1944—вересень 1945; Японія, Філіппіни, Японія)
- 72-й авіазагін ВПС (червень 1944—вересень 1945; Японія, Філіппіни, Японія)
- 73-й авіазагін ВПС (червень 1944—вересень 1945; Японія, Філіппіни, Японія)
- 85-й авіазагін ВПС (серпень 1944—вересень 1945; Китай, Корея)
- 101-й авіазагін ВПС (серпень 1944—вересень 1945; Окінава, Сікоку)
- 102-й авіазагін ВПС (серпень 1944—вересень 1945; Окінава, Сікоку)
- 103-й авіазагін ВПС (серпень 1944—вересень 1945; Рюкю, Сікоку)
- 104-й авіазагін ВПС (листопад 1944—вересень 1945; Маньчжурія)
- 111-й авіазагін ВПС (1945; Японія)
- 112-й авіазагін ВПС (1945; Японія)
- 200-й авіазагін ВПС (друга половина 1944; Філіппіни)
- 246-й авіазагін ВПС (1945; Японія)
- 24-та окрема рота ВПС (січень 1945—вересень 1945; Суматра, Формоза)

 КНР
Повітряні сили Китайської Народної Республіки
 Республіка Китай
ВПС Республіки Китай
 Індонезія
Національна армія Індонезії

## Вцілілі екземпляри
Декілька літаків Ki-84 були захоплені американцями та доставлені у США для порівняльних випробувань. Один з них був проданий приватному власнику, реставрований та пізніше повернутий в Японію. Цей єдиний вцілілий екземпляр зараз демонструється в Музеї камікадзе, в містечку Тіран (префектура Каґосіма).

### Галерея

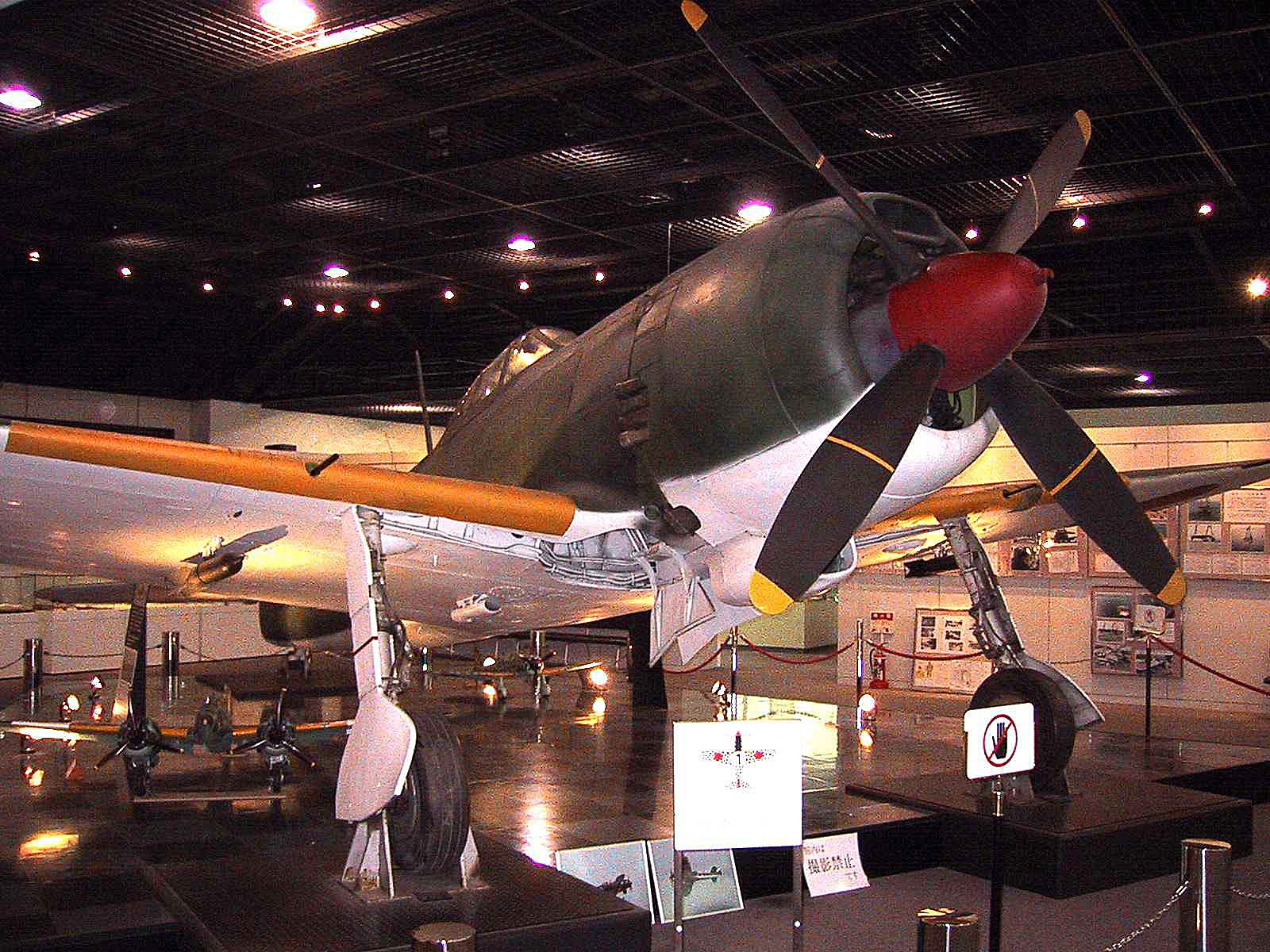
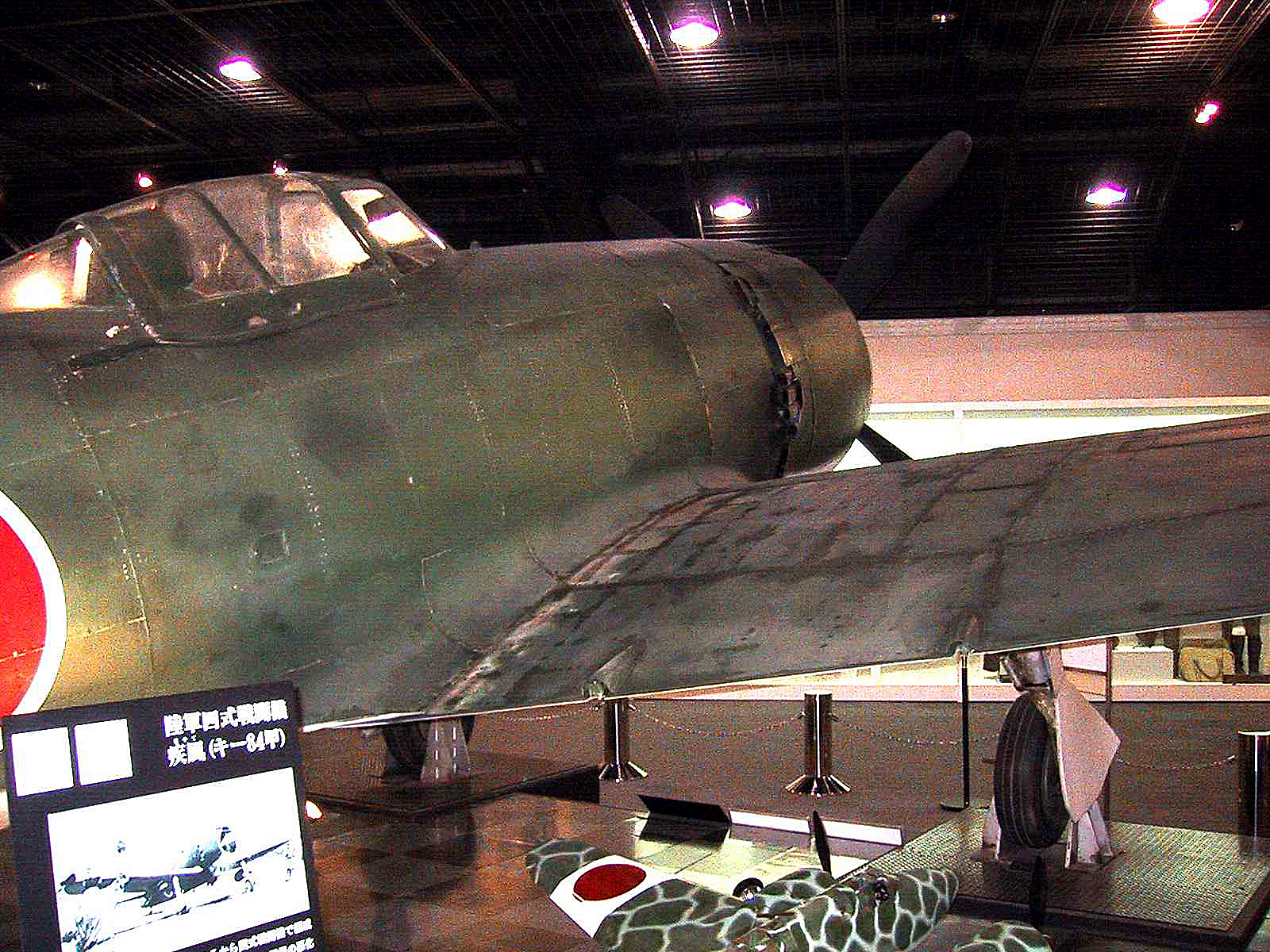
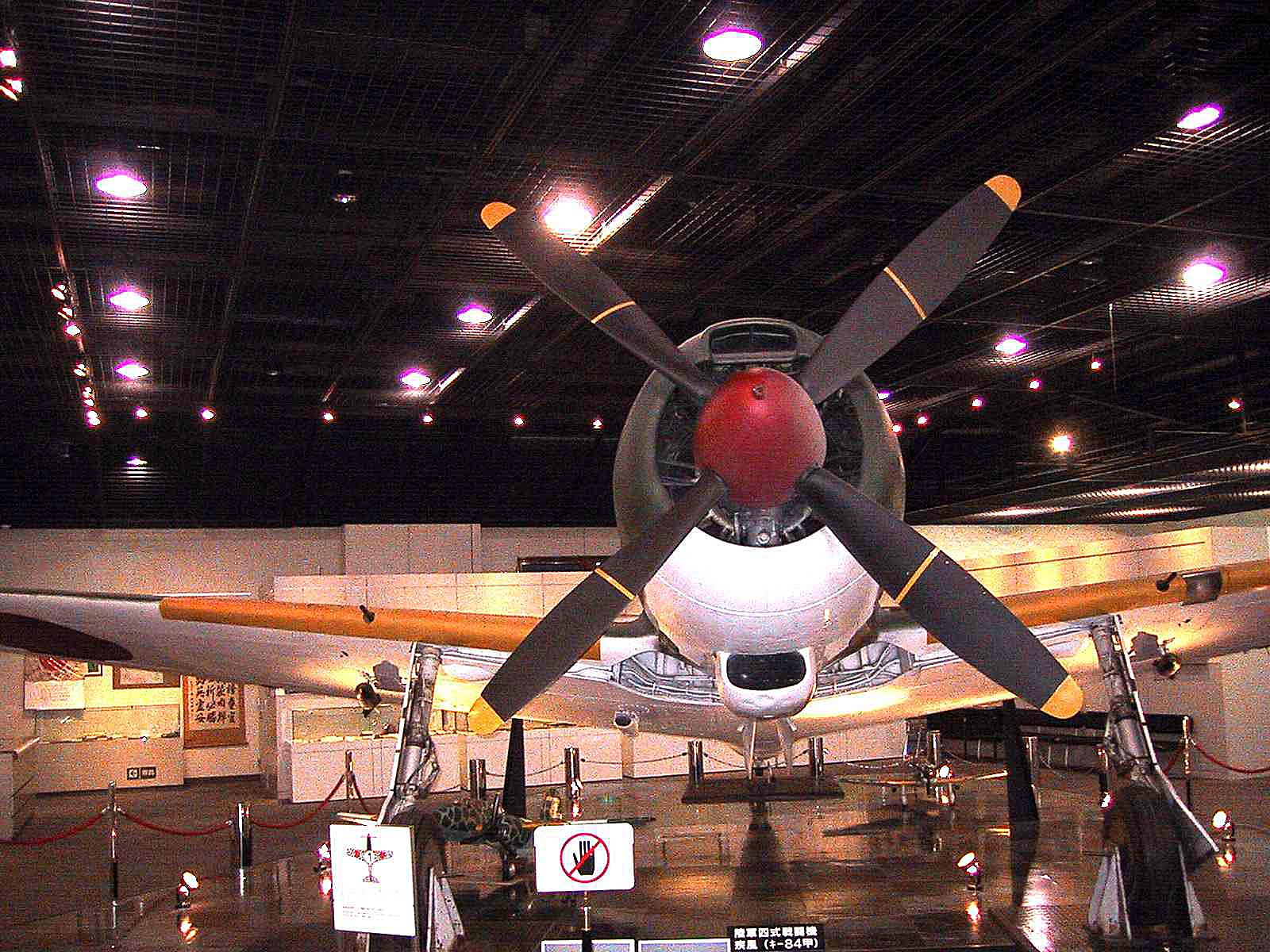
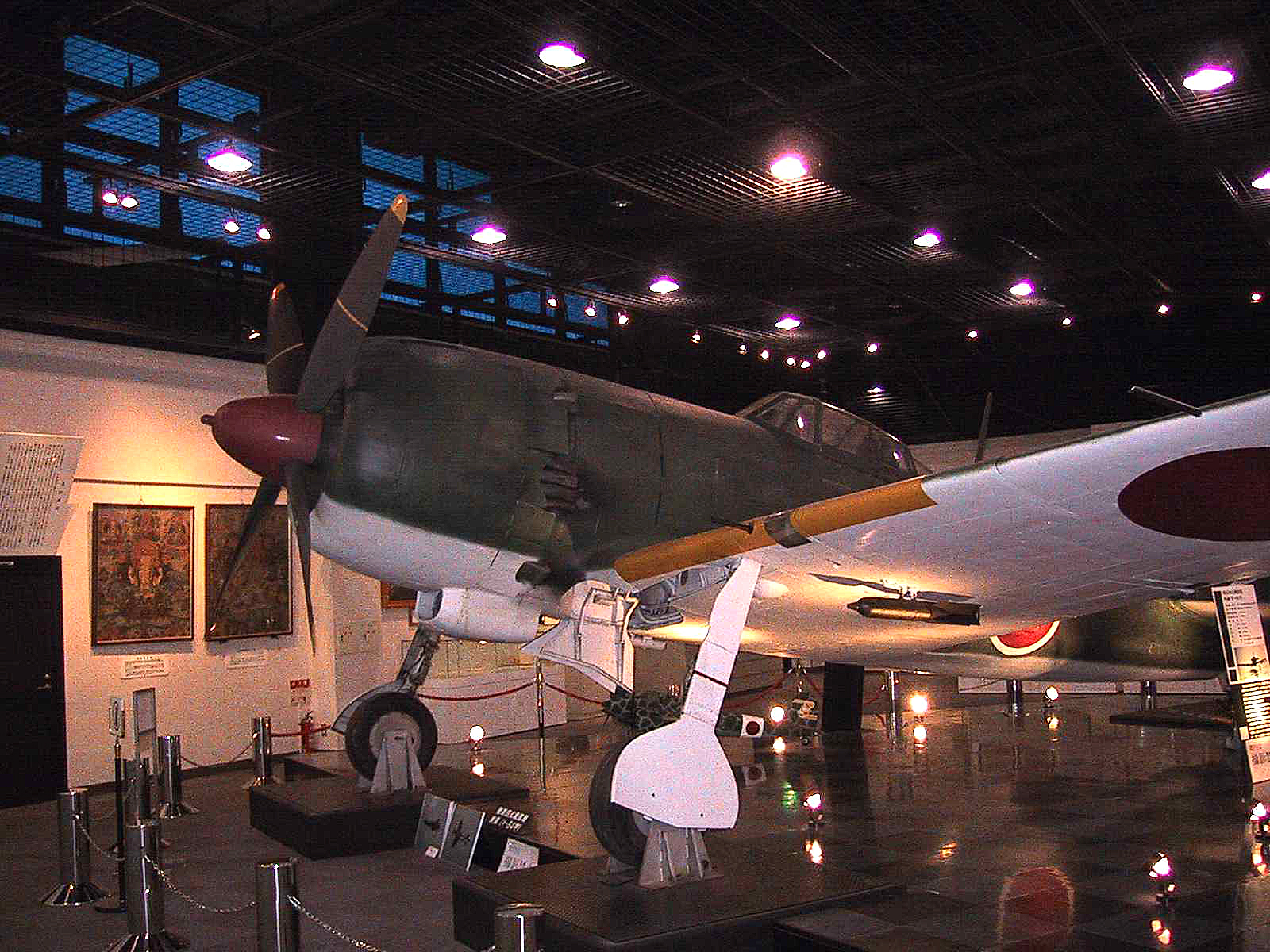
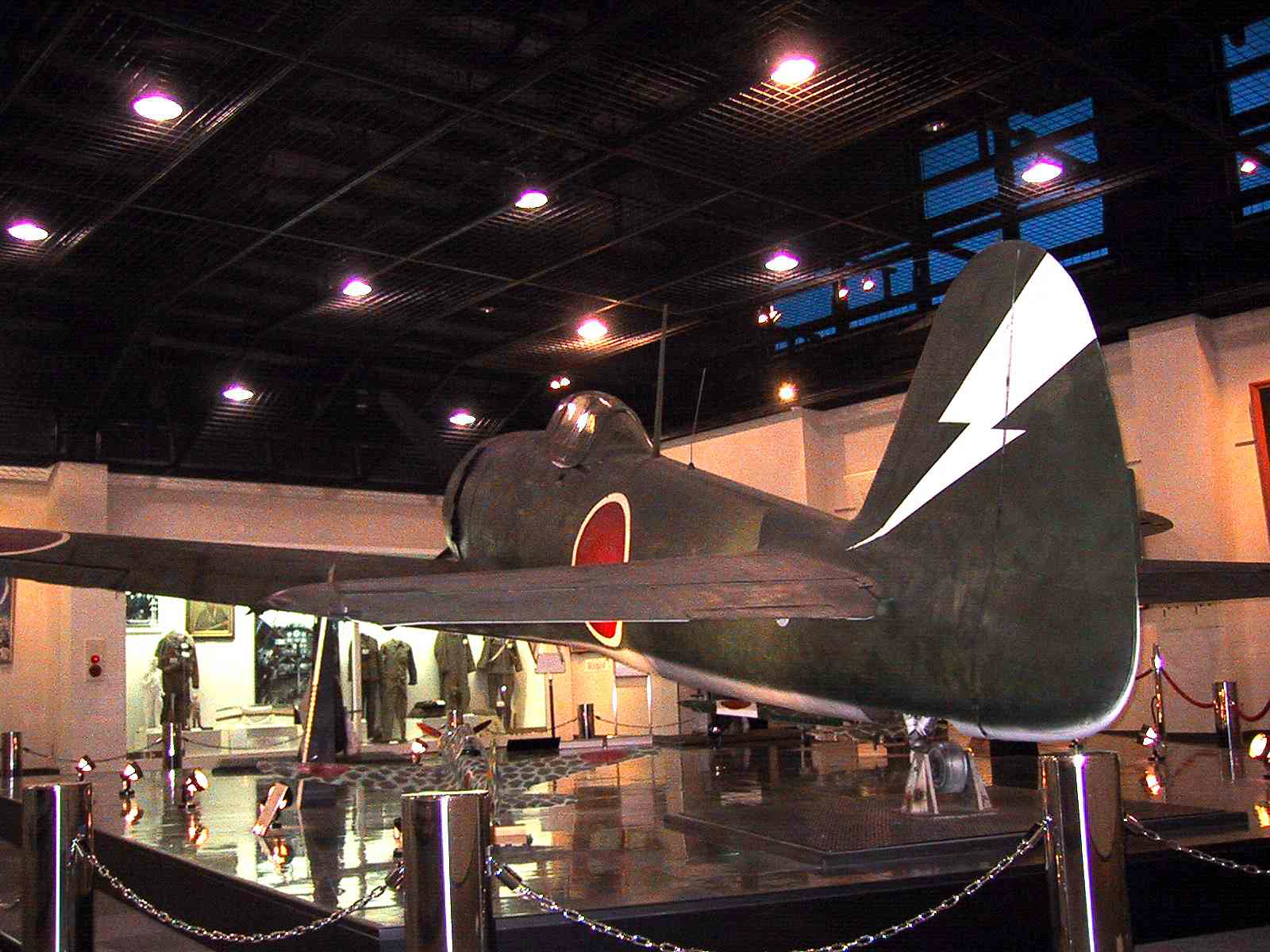
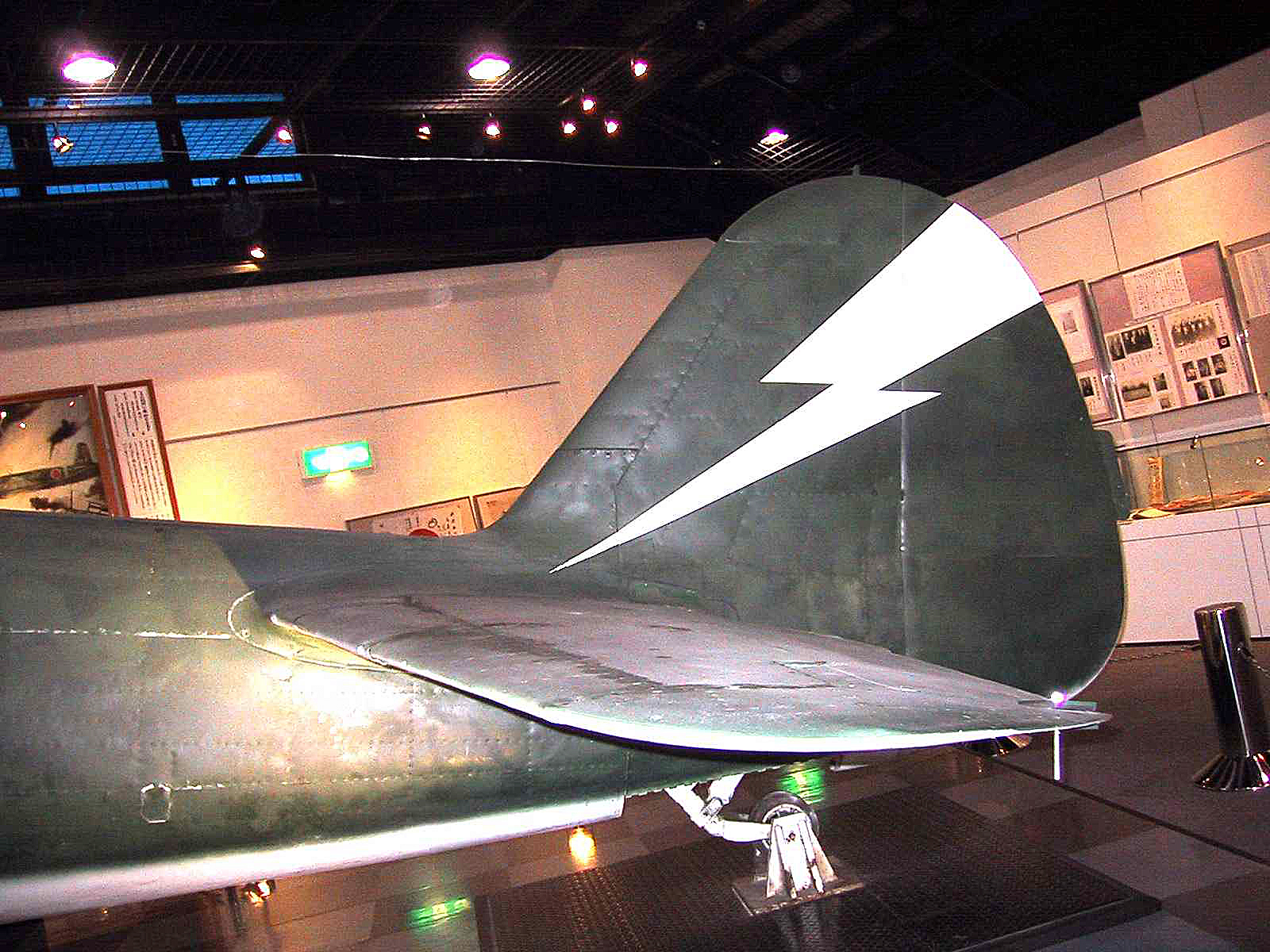